# Medicina Integral Comunitaria
El Programa Nacional de Formación en Medicina Integral Comunitaria (PNFMIC) es una política del Estado venezolano para la formación de médicos orientados en la medicina preventiva, salud colectiva, medicina familiar, en la atención primaria de salud. Se coordina por la Universidad de las Ciencias de la Salud "Hugo Chávez Frias" adscrita al Ministerio del Poder Popular para la Educación Universitaria y al Ministerio del Poder Popular para la Salud, cuenta con la asesoría de la Misión Médica Cuba - Venezuela.  El título otorgado es de médico integral comunitario. El programa de medicina comunitaria de Venezuela fue iniciado por Hugo Chávez como una política estatal. El currículo de estos médicos se extiende durante 6 años y un curso introducctorio a las ciencias de la Salud de 3 meses. Esta política, establecida formalmente en octubre de 2008, permitió a los Médicos Integrales Comunitarios estar legalmente autorizados para ejercer la medicina. Sobre las capacidades de estos MICs, la Universidad Bolivariana de Venezuela indica que pueden servir en diversas instalaciones de salud, desde clínicas locales hasta centros médicos avanzados.

## Área ocupacional
Hospitales, clínicas, ambulatorios, promotores de salud, atención integral individual, familiar, escolar, laboral, comunitaria y universitaria.

## Controversias
Se ha cuestionado que la formación que reciben los médicos integrales comunitarios es insuficiente y no equivale a la de un médico cirujano, por lo que no estarían realmente capacitados para el ejercicio de la profesión. Por esa razón, el Colegio Médico del Perú rechazó la colegiación de médicos integrales comunitarios titulados en Venezuela.

### Preocupaciones sobre la cualificación en Colombia
La posible convalidación de títulos médicos de Venezuela en Colombia ha generado alarma, especialmente en relación con las cualificaciones de los Médicos Integrales Comunitarios (MIC) formados en Venezuela. En una entrevista con NTN24, Douglas León Natera, presidente de la Federación Médica Venezolana (FMV), advirtió sobre los riesgos de convalidar en Colombia a los MICs. Natera afirmó: "En Venezuela, se compara a veces a los médicos comunitarios con ciertos técnicos, cuando ni siquiera cumplen con los estándares de enfermeros". Además, subrayó que la mayoría de los MICs estudian predominantemente en línea y tienen una "formación deficiente".
El Colegio Médico Colombiano (CMC) ha manifestado su preocupación al respecto. En un comunicado de prensa, el CMC alertó a la comunidad sobre los rumores de una posible convalidación de los MICs como profesionales médicos en Colombia. En su declaración señalaron que: "Esto representa una amenaza potencial para la salud de los colombianos. La decisión de convalidar los títulos de los Médicos Integrales Comunitarios, percibidos a nivel técnico, como profesionales médicos puede representar un peligro para los pacientes, dado su formación teórico-práctica reportada como insuficiente y precaria". El sentimiento del CMC refleja el de la Federación Médica Venezolana y otras instituciones médicas tradicionales en Venezuela. Enfatizan las diferencias en la formación y preparación entre los MICs y los médicos que pasan por una educación integral de 7 a 8 años antes de ejercer.
Mientras continúa el debate, las partes interesadas en ambos lados del argumento concuerdan en la importancia de mantener altos estándares en el campo médico para garantizar la seguridad y bienestar de los pacientes.

## Universidades en donde se imparte
- Universidad de las Ciencias de la Salud "Hugo Chávez Frias"
- Escuela Latinoamericana "Dr. Salvador Allende"